# Ирининская церковь
Церковь Святой Ирины — храм в средневековом Киеве, о котором повествует «Повесть временных лет» под 1037 годом. Главный храм Ирининского монастыря — первого женского монастыря в Киеве.

## Летописная история
Возводилась одновременно с Золотыми воротами и Георгиевской церковью. Георгиевская церковь (храм Георгиевского монастыря) была посвящена святому Георгию, небесному покровителю правящего князя Ярослава Владимировича, а Ирининская — святой Ирине, небесной покровительнице его супруги Ингигерды. Согласно «Повести временных лет», за церковью Святой Ирины находилась Дирова могила. Церковь запустела и разрушилась после взятия Киева Батыем в 1240 году.

## Атрибуция

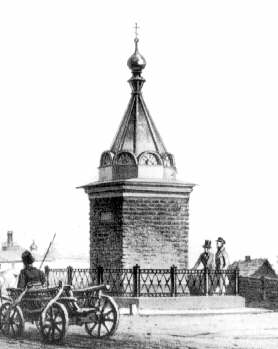
Ирининский столб

Традиционно ассоциируется с древнерусским храмом, найденным К. А. Лохвицким в 1833—1835 годах по улице Владимирской вблизи Софийского собора. Остатки храма, сохранившиеся на сравнительно значительную высоту, были найдены в насыпи вала XVII века. В 1840 году во время прокладки Владимирской улицы руины Ирининской церкви были разобраны, остался лишь один из четырёх столпов (Ирининский столб), который был оформлен как памятник. В 1913—1914 годах Сергею Петровичу Вельмину (1890—1950?), ученику и помощнику Д. В. Милеева удалось найти остатки фундаментов и выполнить реконструкцию плана церкви. Согласно его выводам, данный храм был пятинефным трёхапсидным пятикупольным храмом, близким по характеру к упрощённому типу Киевской Софии и Софийского собора в Полоцке.
В 1930-х годах Ирининский столб также разобран. Остатки фундамента Ирининской церкви — под дорожным покрытием Владимирской улицы напротив Ирининской улицы.